# Número telefónico virtual
Un número telefónico virtual también conocido como número de acceso, es un número de teléfono sin una línea telefónica directamente asociada. 
Podemos definir a los números virtuales, como números de teléfonos en las nubes, los cuales funcionan y ofrecen un servicio similar a lo de un número de celular normal.
Usualmente estos números son programados para desviar las llamadas entrantes a uno de los números telefónicos pre-configurados por el cliente, ya sea fijo, móvil o VOIP. 
Estos números los podemos encontrar en diversos lugares en línea. Puedes ir a las tienda de Google play o app Store y experimentar con unas de esas aplicaciones facilitadora de números virtuales gratuitos.
Casi esta olvidando, decirles que existen dos tipos de números virtuales o temporales (desechables). Existe el típico y tal vez el más usado, el número virtual gratis, este lo puede encontrar en aplicaciones y sitios web que los facilitan de manera gratuita. App como textnow, tetxplus, wabi y dintogne son algunas de tantas que existen en Google play, que te regalan estos números de teléfonos sin ningún costo.
El otro es el número virtual de pago, este número es un número normal a uno local, se podría decir. La diferencia de este de pago a uno free, es que este es de tu propiedad, mientras estés pagando, la suscripción Premium y el gratis es limitado.
Un número de teléfono virtual puede trabajar como puente (gateway) entre llamadas tradicionales y VOIP. Estos números son muy útiles para personas que desean crear más de  una cuenta de red social, para proteger tu privacidad en registros de páginas desconocidas, para llamar y enviar sms gratis, entre otras necesidades más.
Un número virtual permite lo siguiente:
1- Establecer el número de teléfono en cualquier país del mundo.
2- Ahorrar en llamadas internacionales.
3- Guarda el número de teléfono después de un cambio de dirección de la empresa.
4- Confidencialidad de la conversación.
5- Para las campañas publicitarias.
Los suscriptores a números virtuales pueden usar sus números de teléfonos existentes, sin la necesidad de comprar hardware adicional. Es que la importancia de estos números es innumerable. 
Esta nueva funcionalidad de números virtuales, ha sido catalogado por muchos, como un servicio del futuro, ya usándose actualmente por nosotros. 

## Aplicaciones/Ejemplos de Uso
- Negocios. Una compañía localizada en China puede tener un número telefónico en Los Ángeles o Londres sin tener que pagar por una línea telefónica fija. Los números virtuales son muy populares entre Call Centers los cuales aparecen estar localizados en un país, cuando en realidad están en uno o más países en diferente zona horaria, proveyendo un eficiente cubrimiento.
- Individuos. Otros usuarios populares de números virtuales son los emigrantes y viajeros quienes aprecian la realidad que sus familiares y amigos de su país natal puedan contactarlos usando un número local.
- Tener dos cuentas de usuarios. Muchos usuarios de la aplicación tienen la necesidad de tener dos número telefónicos, y cada vez son más usuarios que realizan esta búsqueda para obtener una solución. Usado en aplicaciones de mensajería.[1]
- Negocios específicos. Tarjetas telefónicas o callback. Los números virtuales trabajan como números de acceso, esto es, el número telefónico que el usuario de tarjetas telefónicas o callback debe marcar.

## Proveedores
Algunos proveedores notables de números virtuales son:
- Phone2call
- Google Voice
- Vonage
- Skype
- Telefácil